# Edward Van Sloan

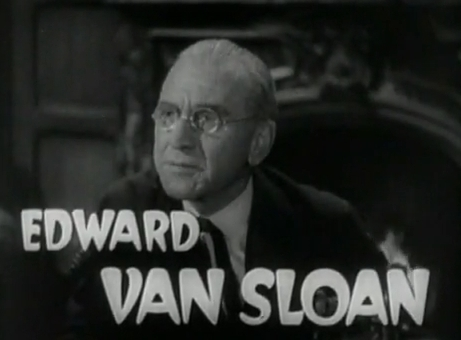
Edward Van Sloan

Edward Van Sloan (eg. Edward Van Sloun), född 1 november 1881 i San Francisco, Kalifornien, USA, död där 6 mars 1964, var en amerikansk skådespelare. Van Sloan är främst känd för rollen som Abraham Van Helsing i filmen Mysteriet Dracula från 1931.
Edward Van Sloan spelade ofta doktorer, professorer eller andra lärda män, bland annat i en rad av Universal Studios berömda  skräckfilmer, och spelade inte bara Abraham Van Helsing i filmen från 1931, utan även i en Broadwayproduktion av Dracula; även där var det Bela Lugosi som spelade den blodsugande greven.
Van Sloan spelade mot Boris Karloff i både Frankenstein och Mumien vaknar.
Edward Van Sloan överlevde både sin fru och sin son, men dog till slut i sin födelsestad 1964. Han blev 82 år.

## Filmografi i urval
- 1931 – Mysteriet Dracula
- 1931 – Frankenstein
- 1932 – Mumien vaknar
- 1932 – Play-Girl
- 1932 – Man Wanted
- 1932 – Behind the Mask
- 1932 – The Last Mile
- 1933 – Murder on the Campus
- 1933 – Infernal Machine
- 1933 – Goodbye Love
- 1935 – The Black Room
- 1935 – The Woman in Red
- 1935 – A Shot in the Dark
- 1935 – The Last Days of Pompeii
- 1936 – Draculas dotter
- 1938 – Penitentiary
- 1938 – Danger on the Air
- 1940 – The Doctor Takes a Wife
- 1942 – Valley of Hunted Men
- 1943 – Riders of the Rio Grande
- 1948 – Sealed Verdict